# Brezojevice
Brezojevice (kyrillisch Брезојевица) ist ein Ort im Osten Montenegros in der Großgemeinde (Opština) Plav.

## Lage
Der Ort ist etwa sechs Kilometer von der südöstlich gelegenen Stadt Plav und zweieinhalb Kilometer vom südlich gelegenen See Plavsko jezero entfernt. Brezojevice liegt am östlichen Fuße des Visitors, ein Gebirge des Prokletije. Dieser Ort, der auf ca. 1100 Metern Höhe liegt, hat etwa 950 Einwohner.
Er wird mehrheitlich von Montenegrinern (ca. 15 %) und Serben (ca. 70 %) bewohnt (Stand 2003).